# Kago

Ehemaliges Logo

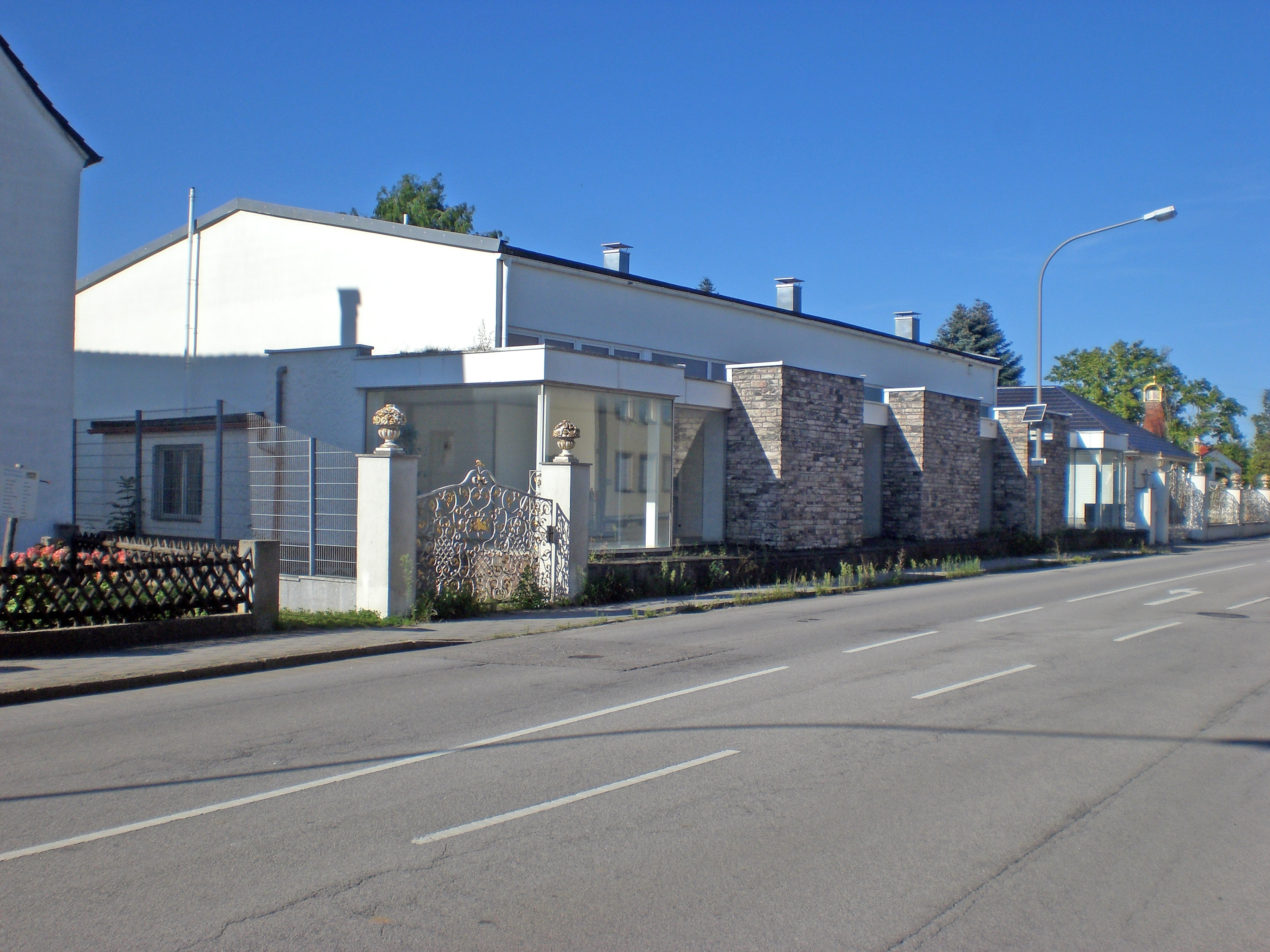
Ehemaliges Verkaufsbüro in Postbauer-Heng

Die Kago Wärmesysteme GmbH war ein deutsches Unternehmen mit Sitz in Neumarkt in der Oberpfalz. Das Unternehmen fertigte Heizkamine, Kaminöfen, Kachelöfen, Schornsteine und Solarsysteme sowie Pelletöfen und Pelletheizungen. Im Jahr 2016 wurde die Produktion eingestellt.

## Geschichte
1968 flüchtete der Maurer Karl-Heinz Gonschorowski aus der DDR in die Bundesrepublik Deutschland und gründete dort ein Unternehmen. Zur Zeit der Unternehmensgründung 1972 bestand die Belegschaft lediglich aus dem Firmengründer und einer weiteren Person. Gonschorowski nahm seinen Firmennamen „Kago“ kurz darauf auch als Familiennamen an.
1979 entwickelte das Unternehmen einen Bausatz für Kachelöfen und war damit der erste deutsche Bausatzhersteller für diese Produktgruppe. 1982 wurde eine eigene Kaminfabrik eröffnet. 1984 kam eine eigene Fabrik für Ofenkacheln am Standort Schwarzenfeld bei Amberg hinzu. Für den Bau des größten Kachelofens der Welt im Jahre 1986 bekam Kago einen Eintrag im Guinness-Buch der Rekorde. Nach der Deutschen Wiedervereinigung erweiterte Kago 1991 den Geschäftsbetrieb auf die neuen Bundesländer und verstärkte die Belegschaft auf rund 1.200 Mitarbeiter. 1997 erhielt Kago einen Eintrag in der Liste „Europe’s 500“, die jährlich ein Ranking europäischer Unternehmen anhand des David Birch Employee Growth Index (kurz „Birch-Index“, wichtiges Kriterium ist dabei die relative und absolute Schaffung von Arbeitsplätzen) vornimmt.
1999 wurde der 100.000. Kago-Ofen ausgeliefert. 2002 wurde der Verkauf auf Baumarktketten ausgeweitet und die Expansion ins europäische Ausland begann. 2005 wurde eine eigene Fabrik für die Produktion von Kaminholz in Betrieb genommen, welche bei ihrer Eröffnung die größte Kaminholzfabrik in Deutschland war.
Laut einer Studie der Gesellschaft für Konsumforschung vom März 2006 war Kago zum Zeitpunkt der Umfrage der bekannteste Ofenbauer in Deutschland. 2006 begann Kago mit der eigenen Produktion von Guss-Heizeinsätzen. 2006 überreichte die bayerische Staatsregierung der Firma Kago die Auszeichnung Bayerns Best 50 für überdurchschnittliches Mitarbeiter- und Umsatzwachstum. 2006 trat der 30-jährige Rechtsanwalt Pierre Kago in die Geschäftsleitung von Kago ein. Bis 2007 erfolgten die Produktion und der Vertrieb von rund 250.000 Wohnzimmerkaminen, Kaminöfen und Kachelöfen sowie die Erstellung und Komplettsanierung von zirka 250.000 Schornsteinen. Das Unternehmen beschäftigte etwa 1.500 Mitarbeiter in fünf Werken. Es besaß 80 eigene Ausstellungszentren sowie 70 gesonderte Fachausstellungen. Der Verkauf wurde durch über 200 Wiederverkäufer und etwa 1.000 Agenturen abgewickelt. Aufgrund der schlechten Geschäftsentwicklung im Jahr 2007 wurden etwa 120 Mitarbeiter entlassen und das defizitäre Heizungsgeschäft eingestellt. 2008 investierte Kago am Standort Postbauer-Heng und schuf 10 % neue Arbeitsplätze.
Die zur Kago-Firmengruppe gehörende Kago-Röhl Ofenkachelfabrik GmbH in Schwarzenfeld bei Schwandorf ging 2010 in Insolvenz. Am 15. Februar 2010 meldete die gesamte Firmengruppe Insolvenz an. Am 28. April 2010 wurde das Insolvenzverfahren über die Firma Kago eröffnet. Zum Insolvenzverwalter wurde Volker Böhm von der Kanzlei Schultze & Braun bestellt.
Am 1. Juli 2010 wurde die Marke KAGO von Carsten Micheel-Sprenger und Peter Leibold gekauft und unter geändertem Firmennamen unter Beibehaltung des Markennamens Kago als neue Firma weitergeführt. Leibold war zu diesem Zeitpunkt Geschäftsführer von German Pellets, nach eigenen Angaben einem der größten Produzenten von Holzpellets in Europa. Ausschlaggebend für den Kauf waren laut Leibold die Markenpräsenz und das Know-how des traditionellen Ofenbauers, mit dem Ziel, den Absatz von Pelletfeuerungen zu forcieren. Micheel-Sprenger zeichnete zunächst als Geschäftsführer für die neu gegründete Kago Wärmesysteme GmbH verantwortlich. Im Dezember 2010 schied Micheel-Sprenger als Geschäftsführer aus. Peter Beyer war zum Stand März 2014 alleiniger Geschäftsführer.
Im September 2011 wurde das erste Verkaufshaus der „neuen Generation“ in Augsburg eröffnet. Mit Mülheim-Kärlich folgten 2012 die zweiten „Kago Wärmewelten“. Die Kago Wärmesysteme GmbH betrieb (Stand: 08/2012) 23 Verkaufshäuser in ganz Deutschland. Neben den klassischen Kamin- und Kachelöfen wurden Pelletöfen und Pelletheizungen in die Produktpalette aufgenommen. Die Kago Wärmesysteme GmbH wurde als Pelletheizungsfachbetrieb des Deutschen Pelletinstitutes (DEPI) zertifiziert.
Im Sommer 2012 zog Kago mit der Firmenzentrale inkl. Vertrieb und Auftragsmanagement in die Neumarkter Dr.-Otto-Schedl-Straße um. In Postbauer-Heng existierte weiterhin das Kundencenter, die Produktion sowie der Ersatzteile-Service & Online-Shop.

## Einstellung des Geschäftsbetriebs
Am 22. Januar 2016 wurde am Amtsgericht Nürnberg ein vorläufiges Insolvenzverfahren eröffnet. Am 29. Januar 2016 gab der Insolvenzverwalter Volker Böhm bekannt, dass der Geschäftsbetrieb nicht wiederaufgenommen werden kann.

## Vier-Jahreszeiten-Energiekonzept
2008 brachte Kago das Vier-Jahreszeiten-Energiekonzept auf den Markt. Es handelte sich um ein Konzept, die Kamine sowie eine Solaranlage mit der Heizung zu verbinden, um die regenerative Energiequellen Holz und Sonne zu nutzen. Wasserführende Heizkamine werden an den Heizungskreislauf des Hauses angeschlossen, sodass die im Kamin entstehende Wärme im ganzen Haus genutzt werden kann. In einem Multifunktionsspeicher wird diese Wärme (zusammen mit der Solarwärme, die über Kollektoren auf dem Dach gespeichert wird) über zwei Wasserkreisläufe wieder dem Heizkreislauf zugeführt. Durch diese Energie wird das Brauchwasser (für Bad, Dusche) und das Heizwasser (für die Heizungen) erwärmt.
Wenn man dieses System an eine bestehende Heizung anschließt, wird sichergestellt, dass die Wassertemperatur ständig gewährleistet ist, auch wenn über die Solarkollektoren oder den Kamin nicht genug Wärme gespeichert wird. Ein Energieregler überwacht die Temperatur im Multifunktionsspeicher und startet gegebenenfalls die reguläre Heizung. Die Solarkollektoren wurden vom Bundesamt für Wirtschaft und Ausfuhrkontrolle (BAFA) als förderungsfähig gemäß den Richtlinien des Umweltministeriums eingestuft. Eine Pelletheizung komplettierte das 4-Jahreszeiten-Energie-Spar-Konzept.

## Soziales Engagement
Karl-Heinz Kago finanzierte die Neugestaltung des Marktplatzes in Postbauer-Heng.
Das Unternehmen legte Wert darauf, dass grundsätzlich nur an Standorten in Deutschland produziert wurde.

## Kritik
Dem Unternehmen wurde im Jahr 2006 vorgeworfen, mit Drückermethoden zu arbeiten. Die Kritik an Kagos Verkaufsmethoden war später moderater geworden, was möglicherweise auf Kritiker und auch auf anwaltlichen Druck zurückzuführen war.